# Pragmatische Sanktion

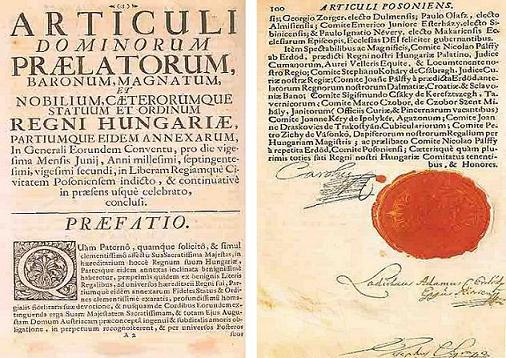
Verkündung der Anerkennung der Entschließung durch das Königreich Ungarn (1723)

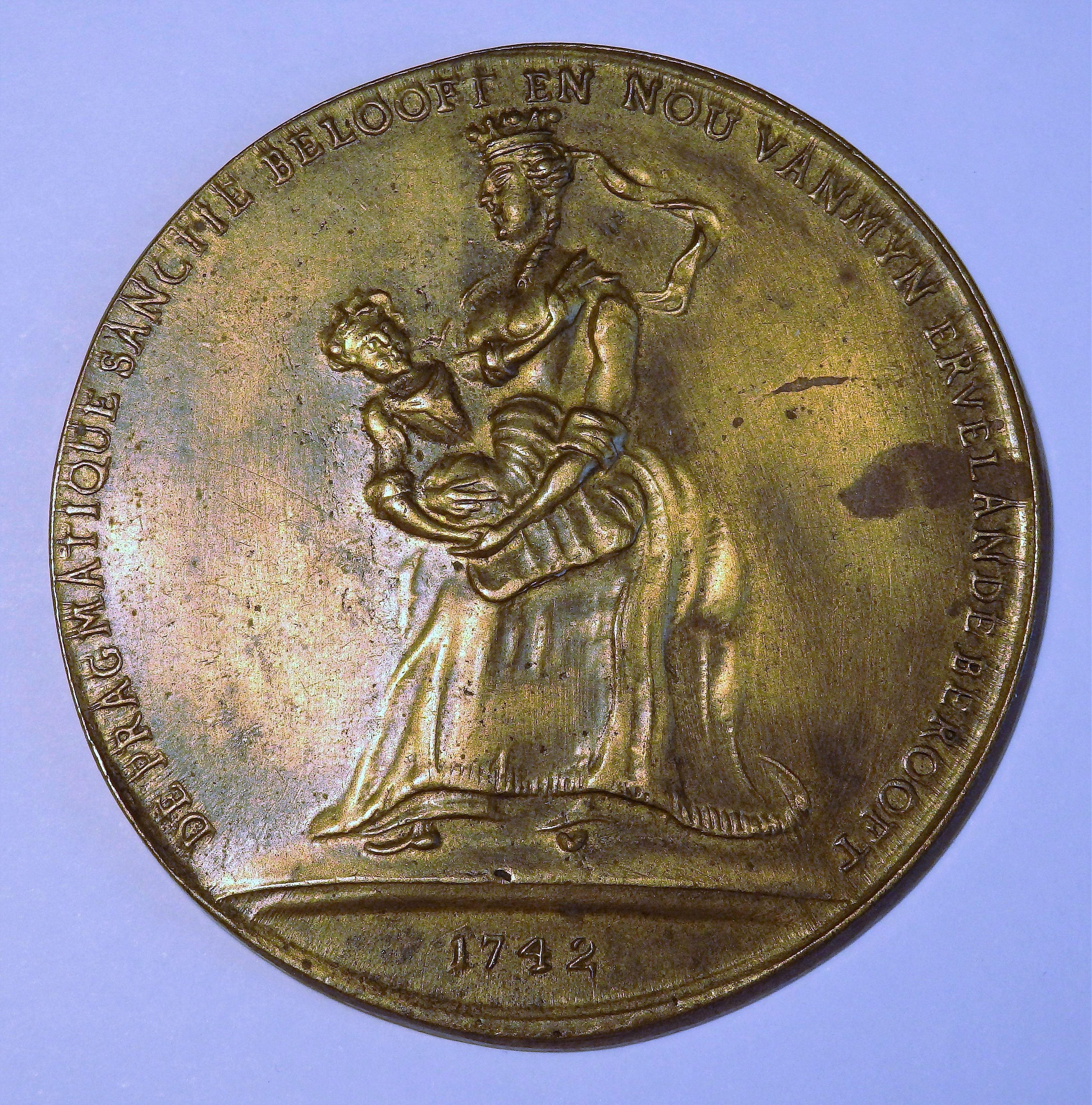
Spottmedaille auf Pragmatische Sanktion aus dem Jahr 1742

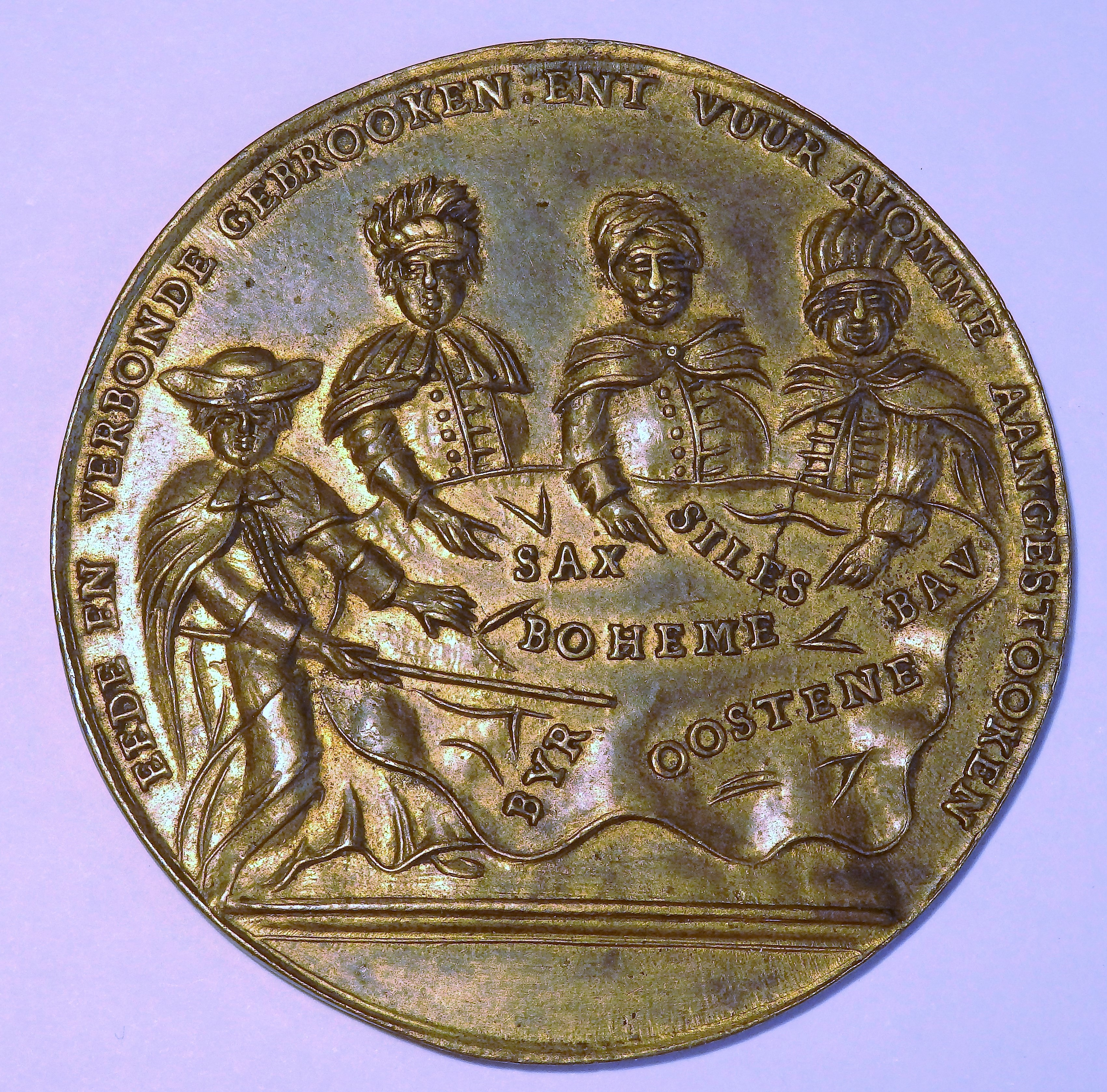
Vier Fürsten vor Landkarte

Die Pragmatische Sanktion ist eine am 19. April 1713 von Kaiser Karl VI. veröffentlichte Urkunde (Hausgesetz), die die Unteilbarkeit und Untrennbarkeit aller habsburgischen Erbkönigreiche und Länder festlegte und zu diesem Zweck eine einheitliche Erbfolgeordnung vorsah. Diese ermöglichte später seiner Tochter Maria Theresia die Thronfolge in den habsburgischen Ländern.

## Rechtsinhalt
Die Pragmatische Sanktion ist eine Abkehr vom salischen Erbfolgerrecht über die Thronanwärterschaft. Man folgte den Grundsätzen der Linealprimogenitur und der subsidiären weiblichen Erbfolge:
Demnach sollte zunächst der älteste Sohn, nach diesem die von ihm begründete Linie (angefangen mit seinem ältesten Sohn etc.), danach alle anderen Linien des Mannesstammes nach demselben Prinzip und zuletzt – nach vollständigem Aussterben des Hauses im Mannesstamm – auch die weibliche Nachkommenschaft, angefangen mit der ältesten Tochter des letzten Throninhabers und deren Nachkommenschaft, thronfolgeberechtigt sein.
Dieser letzte Fall trat schon bald ein, nämlich nach dem Tode Karls VI. 1740, als dessen erstgeborene Tochter Maria Theresia unter Berufung auf die Pragmatische Sanktion die Nachfolge in den habsburgischen Ländern antrat. Die vielfach anzutreffende Behauptung allerdings, Karl VI. hätte die Pragmatische Sanktion zugunsten seiner Tochter erlassen, kann schon deshalb nicht richtig sein, weil Maria Theresia erst nach ihrem Erlass, nämlich 1717, geboren wurde. Zudem hatte Karl VI. mit Leopold Johann auch einen männlichen Nachkommen, der allerdings 1716 als Säugling verstarb. In der weiteren Entwicklung zeigte sich aber, dass die Erbansprüche der Töchter Josephs I. durch die Pragmatische Sanktion annulliert wurden.

## Entstehung
Die Pragmatische Sanktion ging unmittelbar auf die im Zuge des Spanischen Erbfolgekriegs abgeschlossenen habsburgischen Hausverträge vom 12. September 1703, namentlich auf das Pactum mutuae successionis (lat.), zurück, das im Wesentlichen denselben Inhalt wie die Pragmatische Sanktion hatte, zusätzlich aber noch, in der Tradition der Rudolfinischen Hausordnung von 1364, ein wechselseitiges Erbrecht der Nachkommen der damaligen kaiserlichen Prinzen Joseph und Karl, der Josephinischen und Carolinischen Linien, vorsah und – im Gegensatz zur feierlich verkündeten Pragmatischen Sanktion – geheim gehalten wurde.
Erbprinz Joseph verzichtete zugunsten seines jüngeren Bruders Karl auf das Erbe der spanischen Linie des Hauses Habsburg. Dies geschah auf Wunsch des Kaisers Leopold I. Karl sollte so den „bourbonischen Prätendenten“ Philipp von Anjou vertreiben und einen neuen spanischen Zweig seines Hauses begründen.
Laut den Bestimmungen des Pactum mutuae successionis hätten im Fall, dass Joseph und Karl ohne männliche Nachkommen sterben würden, die Töchter des älteren Bruders (Joseph) absoluten Vorrang vor den Töchtern des jüngeren Bruders (Karl) gehabt. Josephs älteste Tochter Maria Josepha war daher ab 1711 als vorläufige Thronfolgerin Karls, solange dieser keinen Sohn hatte, vorgesehen.
Schon im April 1712 wandte sich eine kroatische Delegation an den kaiserlichen Hof mit dem Ansuchen, die weibliche Thronfolge anerkennen zu wollen, um auf jeden Fall in der Personalunion mit Innerösterreich zu verbleiben. Die Geheime Konferenz befasste sich mit der Frage. Der Hof- und Staatskanzler Johann Friedrich von Seilern meinte in einer Konferenzsitzung am 27. April 1712, es sei an der Zeit, die Ordo Successionis zu erörtern und der Welt kundbar zu machen, „auch [die Erbfolge] auf den hoffentlich niemahls erfolgenden Fall under denen nachgelassenen Leopoldin- und Josephinischen Ertzhertzoginen“. Das Pactum habe man „bis dato aus hochtringenden Ursachen noch geflissen ohnberührt oder doch verdekht gehalten“. Seilern befürchtete „Verdruß, den die Regelung der weiblichen Erbfolge im Schooße der kaiserlichen Familie herauf beschwören müßte“. Palatin Paul I. konnte berichten, dass die ungarischen Stände die in einer einzigen Prinzessin vereinte weibliche Erbfolge unterstützten. Vor solch einer Herrschaft unteilbarer Erbländer sollten jedoch die Länder untereinander ein Bündnis schließen und sich zur Finanzierung der ungarischen Grenzverteidigung verpflichten.
Nachdem die Verhandlungen zwischen Ständen und Hof gescheitert waren, entschied man sich für die Verkündung der Erbfolgeregelung am Hof ohne zuvor eingeholter Zustimmung der Stände. Am 19. April 1713 verlas Seilern die Erbfolgeregelung vor den Ministern, geheimen Räten und Hofwürdenträgern, und Karl erläuterte diese. Die Bedeutung der Pragmatischen Sanktion lag also nicht zuletzt in der Veröffentlichung der schon seit zehn Jahren geltenden hausinternen Bestimmungen. Die verkündete Fassung der Pragmatischen Sanktion beinhaltete eine wichtige Abänderung gegenüber dem Pactum mutuae successionis: es sollten im Falle der Söhnelosigkeit Karls Töchter, und zwar in der Reihenfolge ihres Alters, thronfolgeberichtigt sein vor den Töchtern Josephs und diese vor den weiteren weiblichen Nachkommen Leopolds.

## Rechtsstatus der Pragmatischen Sanktion
Vor allem aber war die Pragmatische Sanktion im Gegensatz zum Pactum mutuae successionis nicht nur ein Hausgesetz, sondern wurde entsprechend dem Staatsrecht der einzelnen habsburgischen Erbkönigreiche und Länder in jedem dieser Länder formell in Kraft gesetzt. Als letzter gab der ungarische Landtag durch die Gesetzesartikel I, II und III aus 1723 seine Zustimmung zur Pragmatischen Sanktion, wenngleich mit einigen Abweichungen, die jedoch praktisch keine Bedeutung haben sollten.
In Anbetracht möglicher Ansprüche der Töchter seines Bruders Joseph und ihrer Ehemänner, der Kurfürsten von Bayern und Sachsen, bemühte sich Karl VI. um die Anerkennung der Regelung durch die anderen europäischen Mächte. In den Jahren 1725 bis 1730 erreichte er mit Unterstützung seines engsten Beraters, des Freiherrn von Bartenstein, zwar die Anerkennung der meisten ausländischen Mächte, so etwa durch Brandenburg-Preußen (1726/28) und Großbritannien. Dies war jedoch nur ein bedingter Erfolg, denn nach dem Tod des Kaisers am 20. Oktober 1740 zeigte sich eine andere Situation: Karl Albrecht, der Kurfürst von Bayern, und Friedrich August, Kurfürst von Sachsen, bestritten nunmehr die Gültigkeit der Pragmatischen Sanktion und damit Maria Theresias Erbrecht und erhoben jeweils im Namen ihrer Ehefrauen, der Töchter Josephs I., Anspruch auf die habsburgischen Erblande.
Friedrich II. von Brandenburg-Preußen, dessen Vater 1728 die Pragmatische Sanktion und damit sowohl die Erbfolgeregelung als auch die Unteilbarkeit der Habsburgischen Territorien anerkannt hatte, berief sich auf einen (1686 unter zweifelhaften Umständen aufgegebenen) Anspruch auf Teile Schlesiens und forderte in Folge die Abtretung Schlesiens an Preußen.
Die Folge war der Österreichische Erbfolgekrieg. Im Frieden von Aachen 1748 wurde die Pragmatische Sanktion allerdings allgemein anerkannt und blieb bis zum Untergang der Monarchie 1918 in Geltung. In Ungarn hob das Parlament die Pragmatische Sanktion im Zuge einer Gesetzesänderung am 6. November 1921 auf.

## Rechtshistorische Bedeutung
In der österreichischen Historiographie (insbesondere vor 1918) galten die Pragmatische Sanktion und ihre Anerkennung durch die Länder als eigentlicher Gründungsakt der Habsburgermonarchie, weil die Länder damit ihren Willen zum Aufbau eines gemeinsamen Staatswesens bekundet hatten. Tatsächlich gab es bis zur Pragmatischen Sanktion keine Verfassungsurkunde, die die Zugehörigkeit der Kronländer zu einem gemeinsamen Staat festgelegt hat. Es war damit das erste für alle Königreiche und Länder gleichermaßen gültige Staatsgrundgesetz. Auch berief sich der Österreichisch-Ungarische Ausgleich von 1867 ausdrücklich auf die Pragmatische Sanktion als Grundlage der Verbindung zwischen den Ländern der ungarischen Krone (Transleithanien) und den übrigen Königreichen und Ländern Seiner Majestät (Cisleithanien). Insofern war die Pragmatische Sanktion bis 1918 von hoher verfassungsrechtlicher wie auch symbolischer Bedeutung für den Bestand der Donaumonarchie und deren regierende Dynastie.